# Lao (volk)

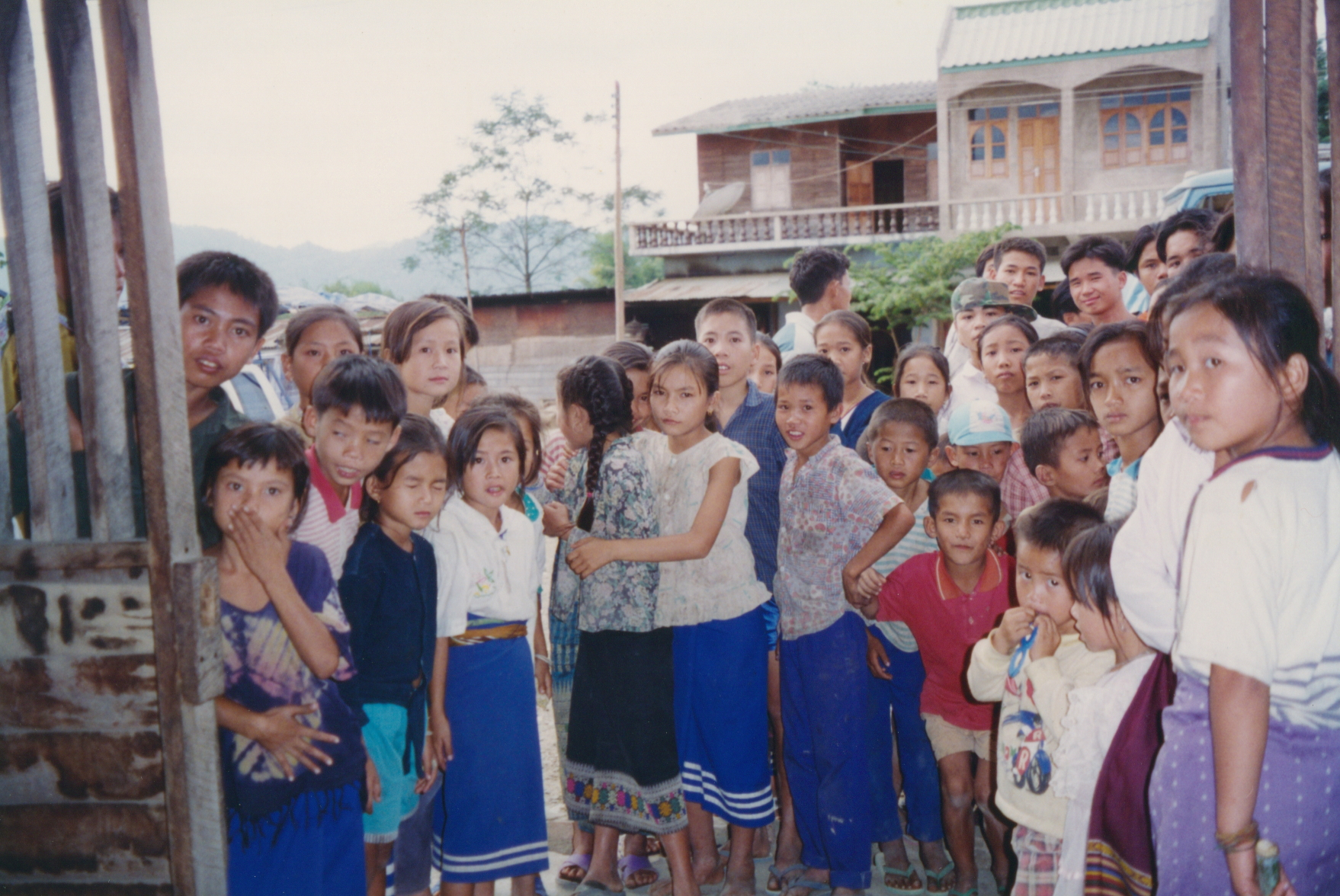
Lao

De Lao of Laotianen zijn een etnische groep in Zuidoost-Azië. De grote meerderheid van de Lao woont in Laos (ongeveer 6,5 miljoen personen) en in Thailand (ongeveer 15.000). De Lao van Thailand wonen in het gebied Isaan, hoewel er vele immigranten vanuit Isaan in andere delen van het land werken, zoals in Bangkok. De Laotianen spreken diverse dialecten van de taal, het Laotiaans en het Isaans. Deze talen worden vaak als één enkele taal beschouwd. Veel mensen in Isaan geven er de voorkeur aan hun taal Isaans te noemen in plaats van Laotiaans. Dit is een gevolg van de "Thaificatie" campagnes uit de 20e eeuw, maar er bestaan nog steeds vele hechte culturele banden tussen de Laotiaanse mensen.

## Geschiedenis
De geschiedenis van de Lao valt samen met de geschiedenis van zowel Laos als Isaan. In de 19e eeuw liepen de gebeurtenissen in deze gebieden uiteen, toen de nederlaag van de rebellie van Vientiane tegen Siam in 1827 leidde tot grote volksverhuizingen van het moderne Laos naar Isaan. Laos bleef hierdoor onderbevolkt achter. De breuk tussen beide landen werd geformaliseerd door de Frans-Siamese verdragen van 1893 en 1904, waardoor Isaan en Laos de grens werden tussen Siam en Frans Indochina.
Sindsdien hebben zowel Thailand als Laos pogingen gedaan om hun land te transformeren tot een natie, gericht op respectievelijk de Thaise en de Laotiaanse bevolking. In Isaan heeft dit tot gevolg gehad dat de mensen loyaler werden richting Thailand, een begrip dat bekendstaat als Thaificatie.

## Verspreiding
Er wonen ongeveer 3 miljoen Laotianen in Laos, wat ongeveer de helft van de bevolking van dat land uitmaakt. De Laotianen zijn ongeveer een derde van de bevolking van Thailand. Naast Lao in Isaan en Bangkok leven er verspreid door het land nog andere Laotianen, maar deze zijn geassimileerd in de algemene Thaise bevolking. Kleine gemeenschappen van Laotianen leven ook in Cambodia en Vietnam. 

## Cultuur
Zowel Isaan als Laos zijn economisch gezien achtergebleven, hetgeen ten dele te wijten is aan het onvruchtbare land en het droge klimaat (vooral in Isaan). Grote invloed heeft ook lang de politiek gehad: Isaan werd lang door de Thaise regering veronachtzaamd, en de Thai uit andere delen van Thailand kijken op de mensen van Isaan neer; in Laos zetten de communistische partij en regering na de machtovername (1975) lang op niet levensvatbare economische principes. 
De meeste mensen leven van de landbouw. Er zijn enkele stedelijke centra.
In Laos en Isaan wordt algemeen het Theravada Boeddhisme aangehangen. 
In de oorspronkelijke keuken van de Lao wordt veel vissaus, chili en kleefrijst gebruikt. De Laotiaanse keuken heeft elementen van de Franse keuken overgenomen.
De volksmuziek van Laos en Isan kent de mor lam stijl.